# رودامین ۱۲۳
رودامین ۱۲۳ (به انگلیسی: Rhodamine 123) با فرمول شیمیایی C۲۱H۱۷ClN۲O۳ یک ترکیب شیمیایی است. که جرم مولی آن ۳۸۰٫۸۲۴ g/mol می‌باشد. 